# Fraser Brown
Pour les articles homonymes, voir Brown.

a Compétitions nationales et continentales officielles uniquement.

b Matchs officiels uniquement.
Dernière mise à jour le 3 décembre 2024.
Fraser James Macgregor Brown, né le 20 juin 1989 à Lanark (Écosse), est un joueur international écossais de rugby à XV jouant au poste de talonneur. 
Il commence sa carrière à Édimbourg Rugby en 2010-2011, puis joue aux Glasgow Warriors en United Rugby Championship de 2012 à 2024. Il est également international écossais de 2013 à 2023.

## Biographie
Fraser Brown a été sélectionné à plusieurs reprises dans les équipes d'Écosse de jeunes. Il connait une première sélection en 2007 dans les moins de 18 ans. En 2008, il fait partie du groupe écossais appelé à participer au Tournoi des Six Nations des moins de 20 ans et dispute les cinq rencontres. Il joue à nouveau le Tournoi des Six Nations des moins de 20 ans 2009 en tant que capitaine et conduit notamment son équipe à une victoire 18-17 sur le pays de Galles lors du match d'ouverture. Il est également capitaine de l'équipe écossaise lors du championnat du monde junior 2009 lors duquel son équipe termine neuvième.
En 2010, il signe un contrat avec le club Édimbourg Rugby, mais ne parvient pas à intégrer l'équipe première. Début 2013, l’entraîneur des Glasgow Warriors Gregor Townsend le recrute comme joker médical. Il fait ses débuts en Pro12 contre l'équipe italienne des Zebre.
Lors du tournoi quadrangulaire organisé en Afrique du Sud en juin 2013, Brown est appelé à la dernière minute pour suppléer son coéquipier de Glasgow Pat MacArthur. Il est désigné remplaçant pour le test contre l'Afrique du Sud mais sans entrer en jeu. Il connait sa première cape internationale la semaine suivante contre l'Italie.
Il remporte le Pro12 en 2015, battant les Irlandais du Munster en finale sur le score de 31 à 13. Brown est titulaire lors de cette finale.
Quatre ans plus tard, en 2019, son équipe est de retour en finale du Pro14 et affronte cette fois le Leinster. Brown est une nouvelle fois titulaire mais les siens sont battus par les Irlandais 18 à 15.
Durant la saison 2022-2023, son équipe atteint la finale du Challenge européen où elle affronte le RC Toulon. Pour cette rencontre, il est titulaire en première ligne aux côtés de Zander Fagerson et Jamie Bhatti; son équipe est cependant battue sur le score de 43 à 19,.
À la fin de la saison 2023-2024, Fraser Brown prend sa retraite sportive à l'âge de 34 ans.

## Statistiques en équipe nationale
- 61 sélections (24 fois titulaire, 37 fois remplaçant)
- 25 points (5 essais)
- Sélections par année : 1 en 2013, 2 en 2014, 12 en 2015, 5 en 2016, 9 en 2017, 9 en 2018, 8 en 2019, 8 en 2020, 3 en 2022, 4 en 2023
- Tournois des Six Nations disputés : 2015, 2017, 2018, 2019, 2020, 2022, 2023

En Coupe du monde :
- 2015 : 5 sélections (Japon, États-Unis, Afrique du Sud, Samoa, Australie)
- 2019 : 4 sélections (Irlande, Samoa, Russie, Japon)

## Palmarès

### En club
- Glasgow Warriors
  - Finaliste du Pro12 en 2014
  - Vainqueur du Pro12 en 2015
  - Finaliste du Pro14 en 2019
  - Finaliste du Challenge européen en 2023

### En sélection nationale
Néant